# Chrysopathes speciosa
Chrysopathes speciosa är en korallart som beskrevs av Opresko 2003. Chrysopathes speciosa ingår i släktet Chrysopathes och familjen Cladopathidae. Inga underarter finns listade i Catalogue of Life.